# Ortstock
Ortstock är ett berg i Schweiz.   Det ligger i distriktet Bezirk Schwyz och kantonen Schwyz, i den östra delen av landet, 110 km öster om huvudstaden Bern. Toppen på Ortstock är 2 716 meter över havet, eller 541 meter över den omgivande terrängen. Bredden vid basen är 11,9 km.
Terrängen runt Ortstock är huvudsakligen bergig, men åt nordväst är den kuperad. Närmaste större samhälle är Muotathal, 15,0 km väster om Ortstock. 
Trakten runt Ortstock består i huvudsak av gräsmarker. Runt Ortstock är det glesbefolkat, med 8 invånare per kvadratkilometer.